# Стефасдабалі
Стефасдабалі (груз. სტეფასდაბალი) — село в Грузії.
За даними перепису населення 2014 року в селі проживає 410 особи.